# Hudyma Emil
Hudyma Emil (Komját, 1876. november 13. – 1950. július 31.) pap, gimnáziumi tanár, tiszteletbeli kanonok.

## Élete
1894-ben érettségizett az esztergomi bencés gimnáziumban. A Központi Papnevelő Intézetben teológiát, a Budapesti Tudományegyetemen természetrajz-vegytan szakot végzett. 
1899-ben pappá szentelték. 1898-1914 között a nagyszombati érseki gimnázium tanára, majd 1915-től megszűntéig igazgatója volt. 1920-1933 között a budapesti érseki gimnázium tanára. 1934-től tiszteletbeli kanonok. 1945–1949 között a Postás Alapítványi Kórház lelkésze volt. 
1909–1911 között a Nagyszombati Hetilap, 1914-1918 között az István bácsi naptára szerkesztője. A Katholikus Szemle munkatársa volt.

## Művei
- 1901 A virágok és rovarok kölcsönösségének titkai. Nagyszombat.
- 1904 A méh ösztöne és a Teremtő. Nagyszombat.
- 1909 Nagyszombati érseki gimnázium értesítője
- 1912 Az élet problémái. Budapest.
- 1913 Madarász István hittanár: A fizikokémiai vitalizmus főbb képviselői. Katholikus Szemle 27/ 7, 810-811.
- 1922 Az állam mint szervezet. Katholikus Szemle 36/7, 406-415.
- 1937 Az anyag és az élet bölcselete. Budapest. (társszerző)
- 1940 A nemzetbiológiai intézet életszemlélete. Magyar Kultúra XXVIII/17 (1940. szeptember 5.)